# Abu Dhabi Open
Abu Dhabi Open, właśc. Mubadala Abu Dhabi Open – żeński turniej tenisowy kategorii WTA 500 zaliczany do cyklu WTA Tour, rozgrywany na kortach twardych w Abu Zabi od 2021 roku.
Zmagania odbywają się na kortach Zayed Sports City International Tennis Centre, na których w poprzednich latach organizowany był turniej pokazowy Mubadala World Tennis Championship.

## Mecze finałowe

### Gra pojedyncza kobiet
| Rok  | Zwyciężczyni    | Finalistka              | Wynik            |
| 2025 | Belinda Bencic  | Ashlyn Krueger          | 4:6, 6:1, 6:1    |
| 2024 | Jelena Rybakina | Darja Kasatkina         | 6:1, 6:4         |
| 2023 | Belinda Bencic  | Ludmiła Samsonowa       | 1:6, 7:6(8), 6:4 |
| 2022 | Nie rozgrywany  | Nie rozgrywany          | Nie rozgrywany   |
| 2021 | Aryna Sabalenka | Wieronika Kudiermietowa | 6:2, 6:2         |

### Gra podwójna kobiet
| Rok  | Zwyciężczynie                     | Finalistki                      | Wynik          |
| 2025 | Jeļena Ostapenko Ellen Perez      | Kristina Mladenovic Zhang Shuai | 6:2, 6:1       |
| 2024 | Sofia Kenin Bethanie Mattek-Sands | Linda Nosková Heather Watson    | 6:4, 7:6(4)    |
| 2023 | Luisa Stefani Zhang Shuai         | Shūko Aoyama Chan Hao-ching     | 3:6, 6:2, 10–8 |
| 2022 | Nie rozgrywany                    | Nie rozgrywany                  | Nie rozgrywany |
| 2021 | Shūko Aoyama Ena Shibahara        | Hayley Carter Luisa Stefani     | 7:6(5), 6:4    |